# Melica transsilvanica
La melica di Transilvania (Melica transsilvanica Schur, 1853) è una pianta angiosperma monocotiledone appartenente alla famiglia delle Poacee (o Gramineae, nom. cons.).

## Etimologia
Il nome generico (Melica) fa riferimento alla parola "miele" ossia "erba del miele", nome assegnato dal botanico, medico e anatomista italiano Andrea Cesalpino (Arezzo, 6 giugno 1519 – Roma, 23 febbraio 1603) ad una specie di sorgo. Tale nome è stato dato probabilmente per la dolcezza del gambo di alcune specie di questo genere. L'epiteto specifico (transsilvanica) indica l'origine della pianta: Transilvania (Romania).
Il nome scientifico della specie è stato definito dal farmacista e botanico austro-germanico Philipp Johann Ferdinand Schur (1799 – 1878) nella pubblicazione "Verhandlungen und Mittheilungen (Mitteilungen) des Siebenbürgischen Vereins für Naturwissenschaften zu Hermannstadt. Hermannstadt. (86)" del 1853.

## Descrizione

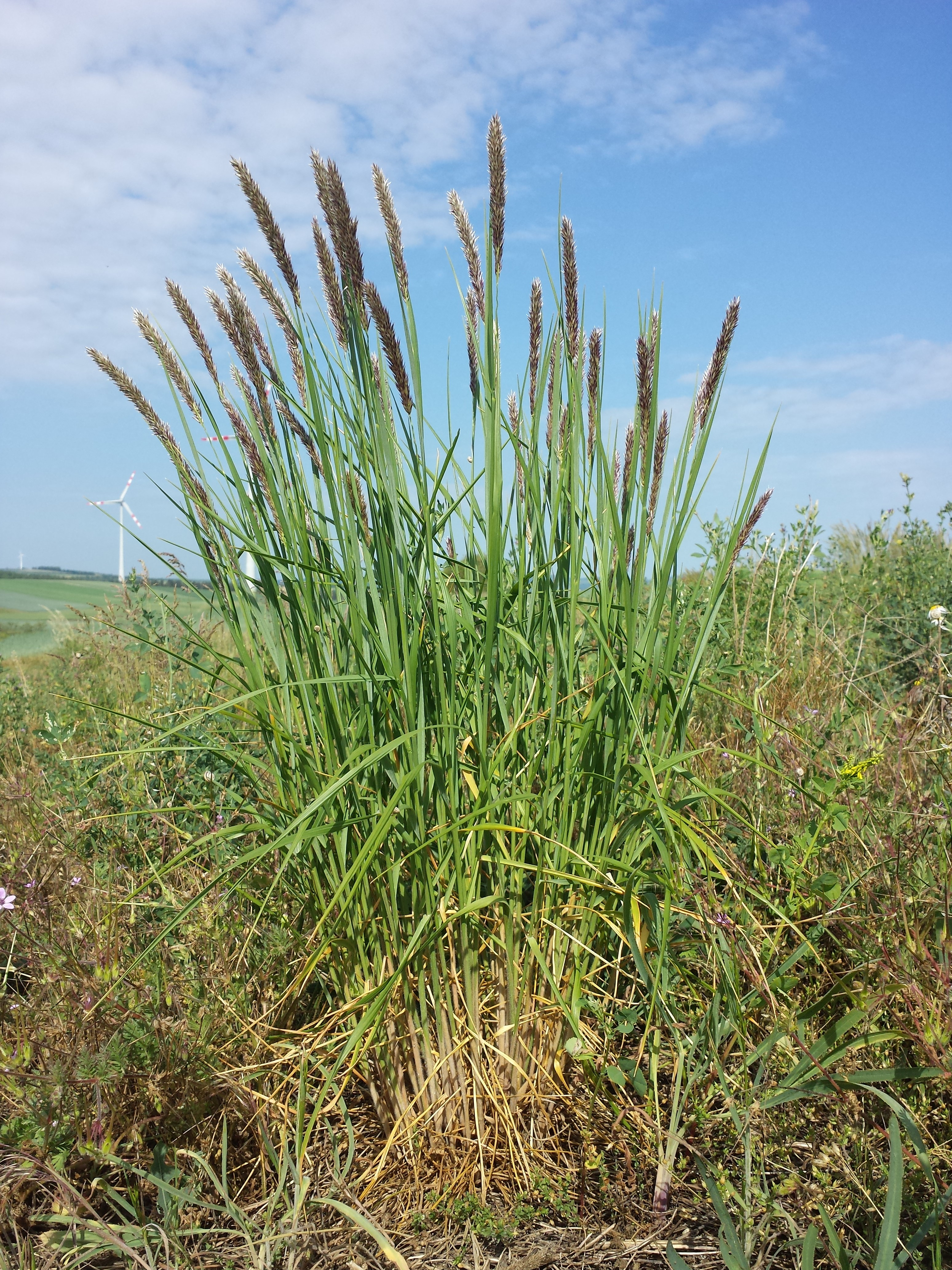
Il portamento

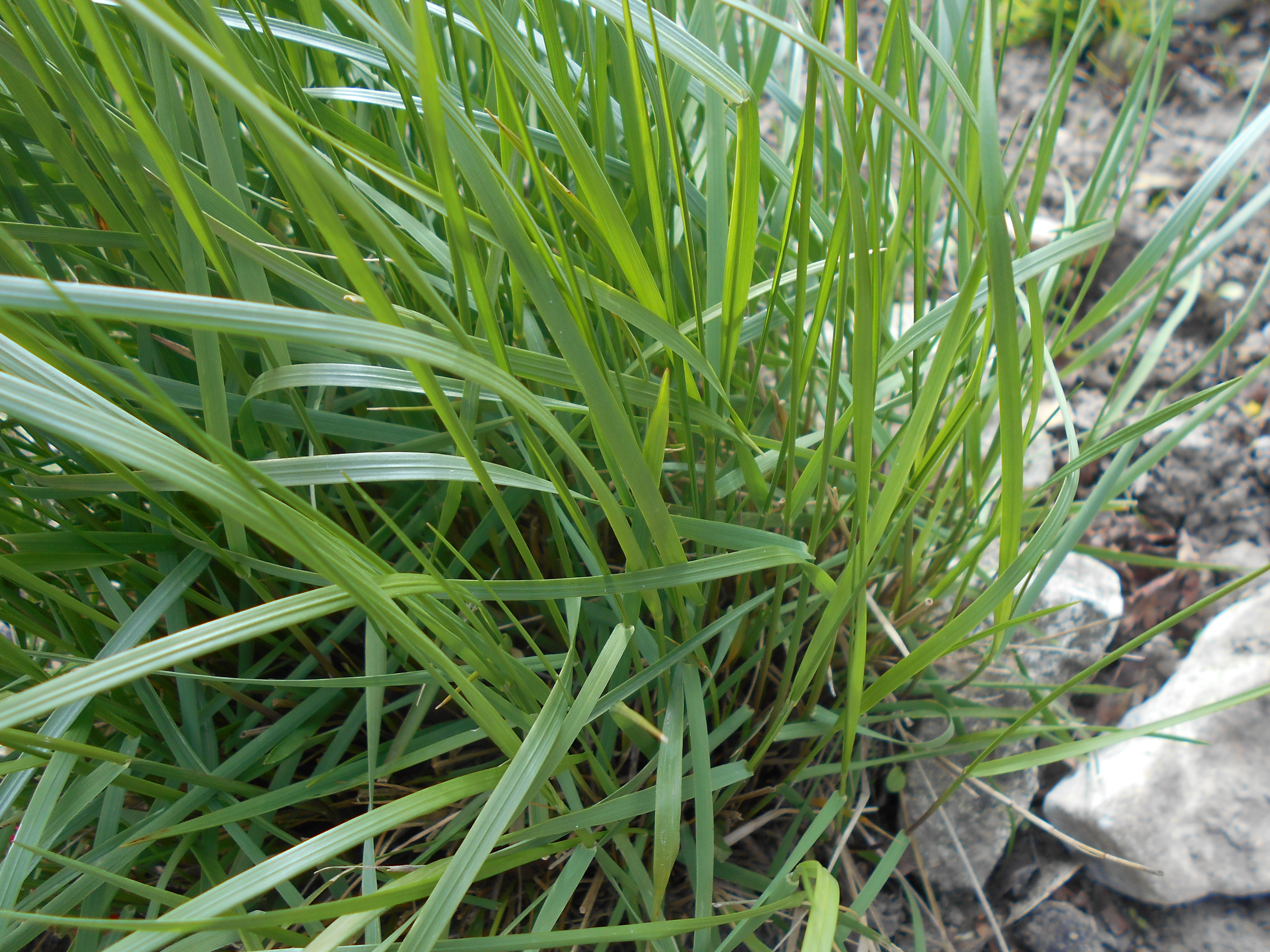
Le foglie

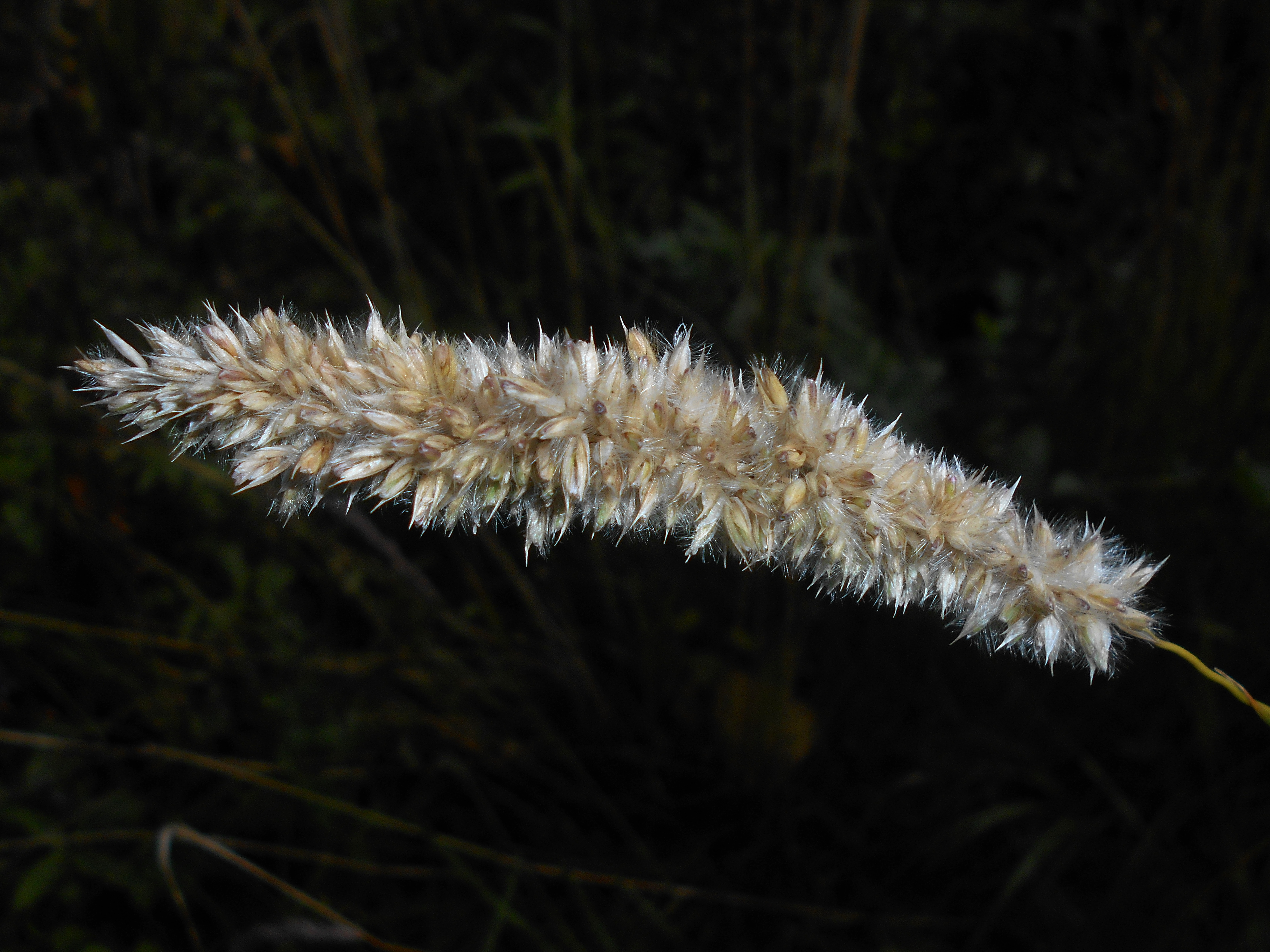
Infiorescenza

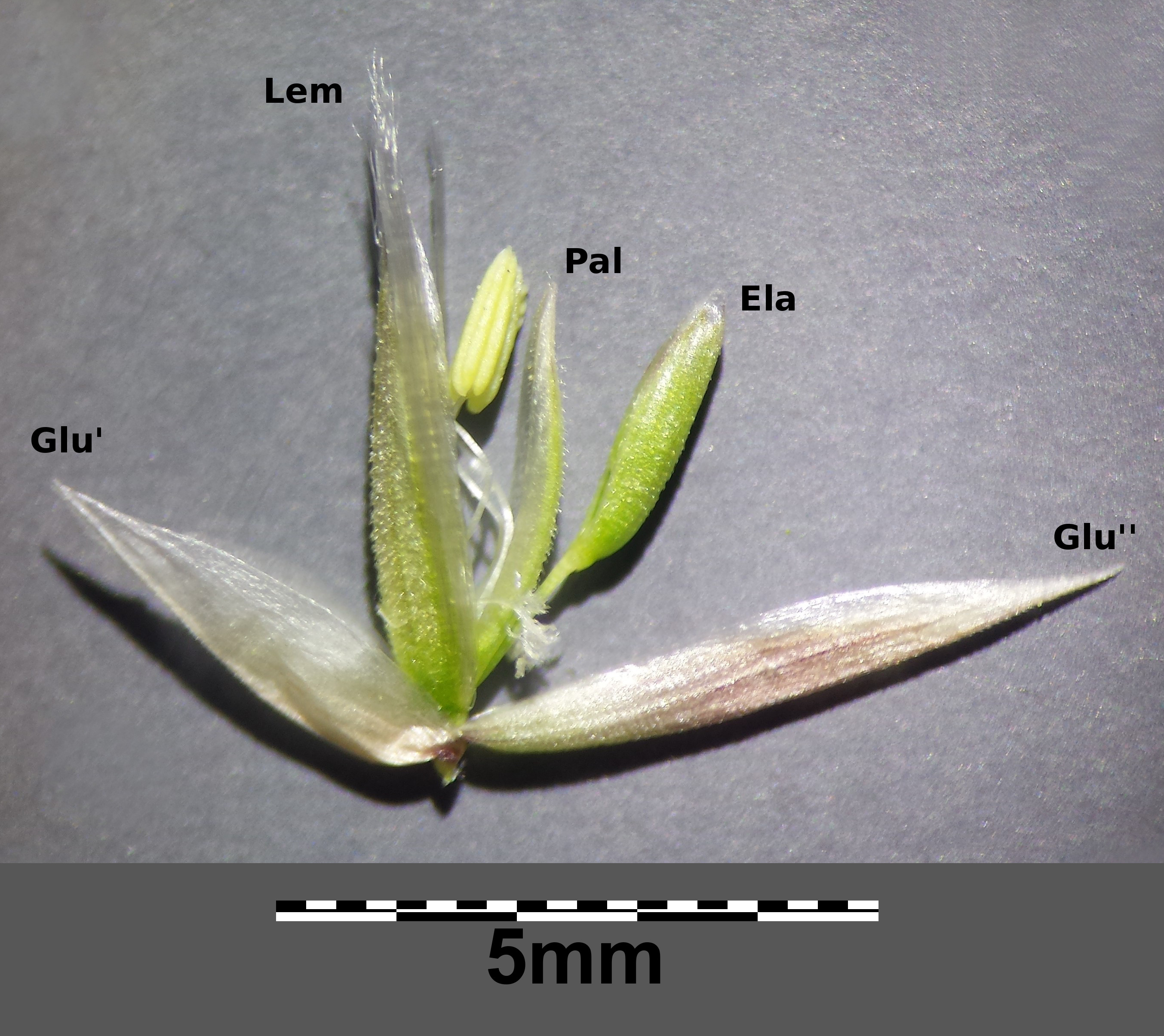
I fiori

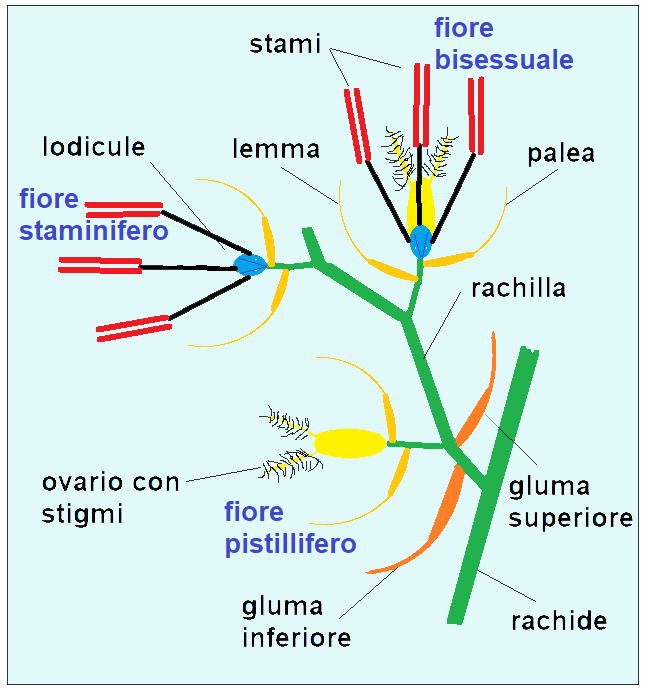
Spighetta generica con tre fiori diversi

Queste piante arrivano ad una altezza di 3 - 10 dm (il culmo ha un diametro di 2 – 3 mm). La forma biologica è emicriptofita cespitosa (H caesp), sono piante erbacee, bienni o perenni, con gemme svernanti al livello del suolo e protette dalla lettiera o dalla neve e presentano ciuffi fitti di foglie che si dipartono dal suolo.

### Radici
Le radici sono secondarie (fascicolate) da corti rizomi striscianti.

### Fusto
La parte aerea del fusto (culmo) è eretta, liscia, fogliosa fino in alto. L'apice del culmo può essere incurvato. A volte l'internodo più basso del culmo è ingrandito.

### Foglie
Le foglie lungo il culmo sono disposte in modo alterno, sono distiche e si originano dai vari nodi. Sono composte da una guaina, una ligula e una lamina. Le venature sono parallelinervie. Non sono presenti i pseudopiccioli e, nell'epidermide delle foglia, le papille.
- Guaina: la guaina è abbracciante il fusto e priva di auricole. La guaina delle foglie inferiori è pubescente.
- Ligula: la ligula è membranosa e lunga 2 - 5 mm con forme oblunghe lacerate. È presente una "antiligula" formata da un anello membranoso che circonda il culmo.
- Lamina: la lamina ha delle forme lineari-acuminate ed è carenata e/o piatta. La consistenza delle foglie è rigida; il colore è verde-chiaro. Dimensioni delle foglie: larghezza 3 - 6 mm; lunghezza 10 - 20 cm.

### Infiorescenza
Infiorescenza principale (sinfiorescenza o semplicemente spiga): le infiorescenze, ascellari e terminali, sono ramificate e formate da alcune spighette ed hanno la forma di una pannocchia cilindrica (le spighette sono dirette in ogni senso). La pannocchia si presenta bianco-lanosa. Alla base della pannocchia è presente una o più squame sterili (2 - 3 raramente 1 - 4). La fillotassi dell'inflorescenza inizialmente è a due livelli, anche se le successive ramificazioni la fa apparire a spirale. Lunghezza della pannocchia: 5 – 11 cm.

### Spighetta
Infiorescenza secondaria (o spighetta): le spighette, compresse lateralmente, sottese da due brattee distiche e strettamente sovrapposte chiamate glume (inferiore e superiore), sono formate da uno o due fiori. Possono essere presenti dei fiori sterili (ridotto ad un corpo clavato); in questo caso sono in posizione distale rispetto a quelli fertili. Alla base di ogni fiore sono presenti due brattee: la palea e il lemma. La disarticolazione avviene con la rottura della rachilla tra i fiori o sotto le glume persistenti. Inizialmente le spighette sono violacee, poi assumono con il tempo una colorazione crema-dorata. Lunghezza delle spighette: 4,5 – 9 mm.
- Glume: le glume sono scabre a talvolta sparsamente pubescenti e ricoprono interamente il fiore. La consistenza varia da membranosa a cartacea; gli apici sono traslucidi. Sono percorse longitudinalmente da tre a sette nervature. La gluma inferiore è concava. Lunghezza delle glume: quella inferiore è lunga 1/3 - 2/3 rispetto a quella superiore.
- Plaea: la palea è un profillo con due venature; inoltre è cigliata.
- Lemma: il lemma, con forme lanceolate, nella parte inferiore e sul bordo è provvisto di peli.

### Fiore
I fiori fertili sono attinomorfi formati da 3 verticilli: perianzio ridotto, androceo  e gineceo.
- Formula fiorale:

- , P 2, A (1-)3(-6), G (2–3) supero, cariosside.

- Il perianzio è ridotto e formato da due lodicule, delle squame traslucide, poco visibili (forse relitto di un verticillo di 3 sepali). Le lodicule sono membranose e non vascolarizzate.

- L'androceo è composto da 3 stami ognuno con un breve filamento libero, una antera sagittata e due teche. Le antere sono basifisse con deiscenza laterale. Il polline è monoporato. Lunghezza delle antere: 0,6 - 1,2 mm.

- Il gineceo è composto da 3-(2) carpelli connati formanti un ovario supero. L'ovario, glabro, ha un solo loculo con un solo ovulo subapicale (o quasi basale). L'ovulo è anfitropo e semianatropo e tenuinucellato o crassinucellato. Lo stilo, breve, è unico con due stigmi papillosi e distinti.

- Fioritura: da giugno a luglio.

### Frutti
I frutti sono del tipo cariosside, ossia sono dei piccoli chicchi indeiscenti, con forme ovoidali, nei quali il pericarpo è formato da una sottile parete che circonda il singolo seme. In particolare il pericarpo è fuso al seme ed è aderente. L'endocarpo non è indurito e l'ilo è lungo e lineare. L'embrione è piccolo e provvisto di epiblasto ha un solo cotiledone altamente modificato (scutello senza fessura) in posizione laterale. I margini embrionali della foglia non si sovrappongono.

## Biologia
Come gran parte delle Poaceae, questa specie si riproduce per impollinazione anemogama. Gli stigmi più o meno piumosi sono una caratteristica importante per catturare meglio il polline aereo. 
La dispersione dei semi avviene inizialmente a opera del vento (dispersione anemocora) e una volta giunti a terra grazie all'azione di insetti come le formiche (mirmecoria).

## Distribuzione e habitat

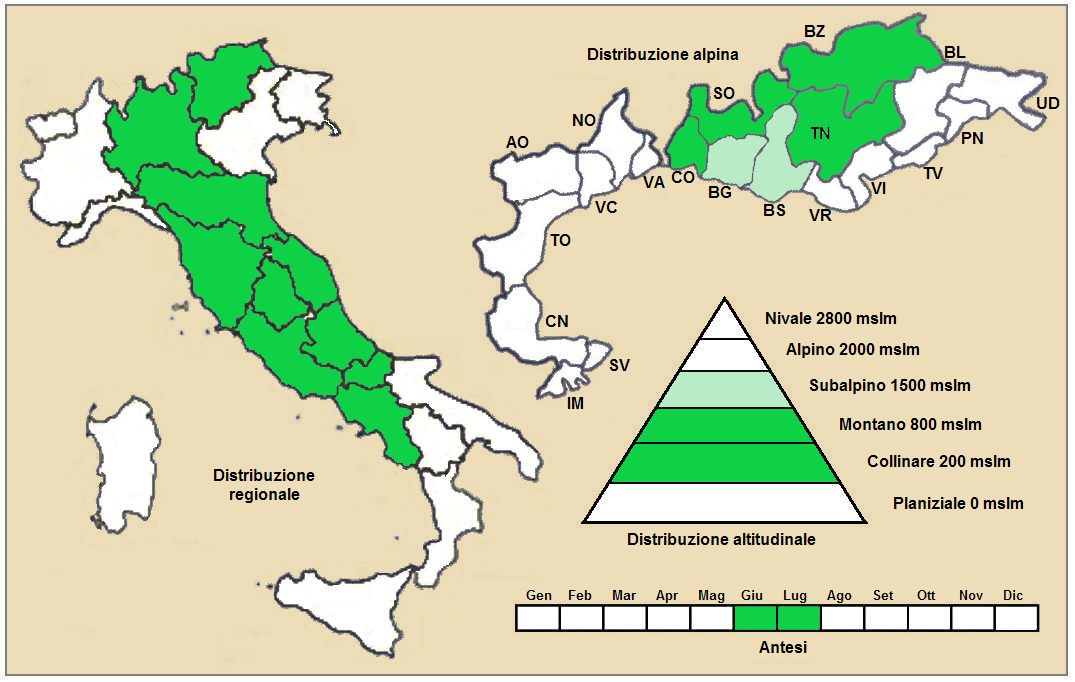
Distribuzione della pianta
(Distribuzione regionale – Distribuzione alpina)

- Geoelemento: il tipo corologico (area di origine) è Sud Est Europeo - Subsiberiano (Pontico) o anche Ovest Asiatico.
- Distribuzione: in Italia è una specie rara e si trova al Nord-Est e al Centro. Nelle italiane Alpi è confinata alle regioni centrali. Fuori dall'Italia, sempre nelle Alpi, questa specie si trova inSvizzera (cantoni Vallese e Grigioni) e in Austria (Länder del Tirolo Settentrionale e Austria Inferiore).[14] Nel resto dell'Europa e dell'areale del Mediterraneo questa specie si trova dalla Penisola Iberica alla Russia. È presente anche in Transcaucasia e in Anatolia.[15] Fuori dall'Europa si trova in Asia ([Kazakistan, Kirghizistan, Tagikistan, Turkmenistan, Uzbekistan e Cina).[12]
- Habitat: gli habitat tipici per questa pianta sono i pascoli, i pendii aridi, i cespuglieti e i margini erbacei. Il substrato preferito è calcareo ma anche siliceo con pH neutro, bassi valori nutrizionali del terreno che deve essere arido.[14]
- Distribuzione altitudinale: sui rilievi queste piante si possono trovare da 500 fino a 1.200 m s.l.m. (fino a 2.000 m s.l.m. in Asia[12]); nelle Alpi frequentano quindi i seguenti piani vegetazionali: collinare, montano e in parte quello subalpino.

### Fitosociologia

#### Areale alpino
Dal punto di vista fitosociologico alpino Melica transsilvanica appartiene alla seguente comunità vegetale:
- Formazione: delle comunità a emicriptofite e camefite delle praterie rase magre secche

- Classe: Festuco-Brometea

- Ordine: Festucetalia valesiacae 

#### Areale italiano
Per l'areale completo italiano Melica transsilvanica appartiene alla seguente comunità vegetale:
- Macrotipologia:  vegetazione delle praterie.

- Classe: Festuco valesiacae-Brometea erecti Br.-Bl. & Tüxen ex Br.-Bl., 1949

- Ordine: Scorzonero villosae-Chrysopogonetalia grylli Horvatić & Horvat in Horvatić, 1963

- Alleanza: Hippocrepido glaucae-Stipion austroitalicae Forte & Terzi, 2005

Descrizione. L'alleanza Hippocrepido glaucae-Stipion austroitalicae è relativa alle praterie steppiche che si sviluppano su substrati calcarei nel bioclima mediterraneo dell’Italia sud-orientale. Questa alleanza è endemica dell’Italia peninsulare orientale limitata alle regioni: Molise, Gargano e Basilicata.
Specie presenti nell'associazione: Stipa austroitalica, Koeleria splendens, Anthyllis vulneraria, Teucrium polium, Scorzonera villosa, Convolvulus cantabrica, Ruta graveolens, Euphorbia myrsinites, Eryngium amethystinum, Asperula aristata, Jurinea mollis, Hippocrepis glauca, Linum tommasinii, Dianthus garganicus, Alyssum diffusum e Iris pseudopumila
Altre alleanze per questa specie sono:
- Alysso alyssoidis-Sedion albi

## Tassonomia
La famiglia delle Poacee comprende circa 800 generi e oltre 9.000 specie. È una delle famiglie più numerose e più importanti del gruppo delle monocotiledoni. La famiglia è suddivisa in 12 sottofamiglie, il genere Melica fa parte della sottofamiglia Pooideae, tribù Meliceae.

### Filogenesi
Il genere di questa specie (Melica) fa parte della supertribù Melicodae Soreng, 2017 (tribù Meliceae Link ex Endl., 1830). La supertribù Melicodae, dal punto di vista filogenetico, è la seconda supertribù, dopo la supertribù Nardodae Soreng, 2017, ad essersi evoluta nell'ambito della sottofamiglia Pooideae.
Per il genere di questa voce è descritta la seguente sinapomorfia: gli apici delle glume sono traslucidi.
Il numero cromosomico di M. transsilvanica è: 2n = 18.

### Sottospecie
Per questa specie sono state descritte due sottospecie (non riconosciute da Plants of the World Online):
- Melica transsilvanica subsp. klokovii Tzvelev, 1972: i culmi hanno 2 (3) internodi sotto la pannocchia; le guaine delle foglie spesso sono glabre; le spighette sono colorate di bianco-verdastre e diventano dorate dopo l'antesi. La distribuzione è relativa alla Penisola Balcanica, Grecia e Anatolia.
- Melica transsilvanica subsp. transsilvanica:   i culmi hanno 3 (4) internodi sotto la pannocchia; le guaine delle foglie solitamente sono pubescenti; le spighette sono colorate di violaceo all'antesi. La distribuzione è soprattutto in Europa.

### Specie simili
Le due specie Melica ciliata e M. transsilvanica spesso sono confuse l'una dall'altra. La transsilvanica si distingue in quanto i fusti sono incurvati all'apice, la guaina è pubescente, la lamina è fortemente carenata, la spiga principale ha le spighette dirette in ogni direzione (non è unilaterale).